# Ambrosio de la Fuente
Ambrosio De la Fuente y Fernández de Leiva (Parral, 1803 - Linares, 1871) fue un político y hacendado chileno. 
Estudió en la escuela parroquial de Linares. Se dedicó de joven a la agricultura y una pequeña mina al oriente de Parral. Su familia eran ricos hacendados de la zona central, cultivadores de arroz y remolacha, teniendo a su haber grandes hectáreas de campo.
Emigró a Santiago en 1825, dando exámenes de agrimensura en el Instituto Nacional de Santiago, sin embargo, no consta su aprobación. Ingresó entonces al peluconismo, seguidor de la importante figura de Diego Portales.
Secretario de la Intendencia de Santiago (1831), designado Gobernador de Talca (1834) y encargado de Negocios de la provincia del Maule (1840). 
Diputado por Ancud y Castro (1855-1858), integró en este período la Comisión permanente de Guerra y Marina.
En 1859 es designado por Manuel Montt como delegado militar en una misión diplomática a Ecuador, donde se mantuvo hasta 1861, fecha en que se retiró de la vida pública.